# Henri LaBorde
Henri Jean LaBorde (San Francisco, 11 settembre 1909 – Portland, 16 settembre 1993) è stato un discobolo statunitense.

## Palmarès

### Olimpiadi
- Argento a Los Angeles 1932 nel lancio del disco.